# Лавренчук Володимир Миколайович
Володи́мир Микола́йович Лавренчу́к (17 вересня 1957, Київ, Україна) — український банкір, топ-менеджер, регіональний директор NEQSOL Holding Україна

## Життєпис
Народився у Києві у 1957 році.
У 1982 році закінчив фінансово-економічний факультет Київський інститут народного господарства за спеціальністю «економіст» (сучасний Київський національний економічний університет імені Вадима Гетьмана).
З 1982 до 2019 року працював у банківській сфері.
У 1982—1988 роках працював в Українській республіканській конторі Держбанку  на посаді економіста.
У 1988—1997 роках працював в Ощадному банку України та пройшов кар'єрний шлях від головного економіста до заступника голови правління.
У 1997—2002 роках обіймав посаду голови правління «Укрінбанку».
У 2002 році — член правління банку Раййфайзен Банк Україна.
З жовтня 2005 до жовтня 2019 року — голова правління Райффайзен Банк Аваль Україна (після купівлі банку «Аваль» австрійським «Raiffeisen Bank International»).  
У серпні 2020 року приєднався до NEQSOL Holding як незалежний член спостережної ради Vodafone Україна. З 1 березня 2021 року — очолив офіс NEQSOL Holding в Україні з фокусом на інвестиційну діяльність та управління портфелем активів. 
Під керівництвом В.Лавренчука Райффайзен Банк Аваль успішно інтегрувався у міжнародну групу «Raiffeisen Bank International», розвинувся та був стабільно визнаний рейтингами українських та міжнародних видань Euromoney, EMEA Finance, Business New Europe, Global Finance, The Banker, mind, Minfin, «Новое Время», «Фокус», Financial Club, The Banker, «Корреспондент» та ін.
Крім своєї основної роботи Володимир Лавренчук входить до складу спостережної ради аналітичного центру GLOBSEC за напрямом підтримки України, наглядової ради аналітичного центру VoxUkraine, сенату  (наглядової ради) Українського Католицького Університету , є членом спостережної ради Vodafone Україна. Був віце-президентом Європейської Бізнес Асоціації, найбільшого об'єднання бізнесів, що працюють на українському ринку.
Один із співзасновників і перший президент Форуму Провідних Фінансових Установ (FLIFI), створеному у 2015 році із залученням МВФ для допомоги виходу банківського сектору з фінансової кризи.
У 2017 році, після відставки Валерії Гонтаревої, Володимир Лавренчук був одним з головних кандидатів на посаду Голови Національного банку України.
Член Ради з питань підтримки підприємництва — консультативно-дорадчого органу при Президентові України (з 27 червня 2025).

## Відзнаки
Володимир Лавренчук неодноразово визнаний серед найкращих і найавторитетніших топ-менеджерів України у фінансовому та банківському секторах виданнями Delo.ua, «Інвестгазета», «Компаньон», «Банкір», «Контракти», «Бізнес», Financial Club, «ТОП-100. Рейтинг лідерів бізнесу України», «ГVардія керівників» та інших. Зокрема, під час фінансової кризи у 2015 році Володимир Лавренчук посів перше місце в номінації «Банкір року» у фінансовому рейтингу газети «Бізнес» та очолив рейтинг найкращих банкірів України за версією бізнес-порталу Дело.ua.
Має найвищу відзнаку Австрійської республіки Почесний знак «За заслуги перед Австрійською Республікою» за провадження високих стандартів бізнесу і корпоративної культури в умовах перехідної економіки.